# Echipa națională de fotbal a Tahitiului
Echipa națională de fotbal a Tahitiului reprezintă Polinezia Franceză în competițiile fotbalistice organizate de FIFA și Confederația de Fotbal din Oceania. S-a calificat de 7 ori la  Cupa Oceaniei pe Națiuni, unde a ajuns în finalele din 1973, 1980 și 1996.

## Campionatul Mondial
- 1930 până în 1990 - nu a participat
- 1994 până în  2014 - nu s-a calificat

## Cupa Oceaniei pe Națiuni
- 1973 - Locul doi
- 1980 - Locul doi
- 1996 - Locul doi
- 1998 - Locul patru
- 2000 - Grupe
- 2002 - Locul trei
- 2004 - Locul cinci
- 2008 - nu s-a calificat
- 2012 - Campioană

## Jocurile Sud-Pacifice
- 1963 - Locul trei
- 1966 - Primul loc
- 1969 - Locul doi
- 1971 - Locul trei
- 1975 - Primul loc
- 1979 - Primul loc
- 1983 - Primul loc
- 1987 - Locul doi
- 1991 - Grupe
- 1995 - Primul loc
- 2003 - Locul patru
- 2007 - Grupe
- 2011 - Locul trei

## Antrenori
- F. Vernaudon (1973)
- Umberto Mottini (1995-1996)
- Gerard Kautai (1996)
- Alain Rousseau/Eddy Rousseau (1997-1998)
- Patrick Jacquemet (2002)
- Gerard Kautai (2004)
- Gérard Kautai (2004-2007)
- Eddy Etaeta (2010–prezent)